# Sphagnum pauciporosum
Sphagnum pauciporosum là một loài rêu trong họ Sphagnaceae. Loài này được Warnst. mô tả khoa học đầu tiên năm 1900.